# Christa Rasmusen
Christa Rasmusen (* 11. Mai 1929 in Frederiksberg; † 12. Dezember 2009 in Kopenhagen) war eine dänische Schauspielerin.

## Leben
Christa Rasmusen wuchs in Frederiksberg auf. Nach ihrem Schulabschluss absolvierte sie von 1948 bis 1951 ihre Schauspielausbildung an der Eleveskole des Königlichen Theaters Kopenhagen, wo sie im Jahr 1951 als Darstellerin auch ihr Bühnendebüt hatte. Sie wirkte als Bühnendarstellerin bei zahlreichen Theaterstücken, Musicals, Varieté-Shows und in Kabarett-Programmen mit, so unter anderem auch am Aarhus Teater, am Odense Teater, am Folketeatret, am Aalborg-Theater, am Nørrebro-Theater, am Frederiksberg-Theater, am Betty-Nansen-Theater oder am Theater Helsingør. Sie spielte oftmals unter der Regie von Stig Lommer. Sie trat auch gelegentlich bei Aufführungen im Tivoli auf. Von 1952 bis 1971 wirkte sie als Schauspielerin vor der Kamera in rund 15 Spielfilmen mit.
Rasmusen war ab dem 14. April 1962 bis zu seinem Tod im Jahr 1994 mit dem Schauspieler Jørgen Buckhøj verheiratet. Aus der Ehe ging ein Sohn hervor, der Journalist Morten Buckhøj (* 1962). Sie starb im Dezember 2009 im Alter von 80 Jahren. Ihre Grabstätte befindet sich auf dem Mariebjerg-Kirkegard in Gentofte.

## Filmografie (Auswahl)
- 1958: Wenn alle Stricke reißen (Verdens rigeste pige)
- 1959–1962: Cabaret la Blonde (Fernsehserie, 5 Folgen)
- 1960: Clutterbuck